# Charles Wagenheim
Charles Wagenheim, né le 21 février 1896 à Newark (New Jersey) et mort le 6 mars 1979 à Los Angeles (quartier d'Hollywood, Californie), est un acteur américain.

## Biographie
Charles Wagenheim débute comme acteur de théâtre et joue notamment à Broadway dans neuf pièces entre 1924 et 1938, dont Eva Bonheur d'Herman Heijermans (1925, avec Alexander Kirkland et Margaret Wycherly) et Twentieth Century (en) de Ben Hecht et Charles MacArthur (1932-1933, avec Joseph Crehan et Etienne Girardot). Toujours à Broadway, s'ajoute la pièce East of Broadway (1932, avec Paul Stewart et Joseph Striker) comme coauteur.
Acteur prolifique de second rôle (parfois non crédité) au cinéma, il contribue à cent-soixante-douze films américains — dont des westerns —, depuis Le Procès de Mary Dugan de Bayard Veiller (1929, avec Norma Shearer et Lewis Stone) jusqu'à Missouri Breaks d'Arthur Penn (1976, avec Marlon Brando et Jack Nicholson). Entretemps, mentionnons La Maison de la 92e Rue d'Henry Hathaway (1945, avec William Eythe et Signe Hasso), Le Fils prodigue de Richard Thorpe (1955, avec Lana Turner et Edmund Purdom) et Cat Ballou d'Elliot Silverstein (1965, avec Jane Fonda et Lee Marvin).
À la télévision américaine, outre trois téléfilms (1953-1977), il apparaît dans quatre-vingt-douze séries (souvent de western) entre 1951 et 1979 (année de sa mort, à 83 ans), dont The Lone Ranger (deux épisodes, 1956-1957), Bonanza (quatre épisodes, 1959-1972), Les Mystères de l'Ouest (deux épisodes, 1966-1967) et surtout Gunsmoke (vingt-neuf épisodes, 1966-1975).

## Théâtre à Broadway (intégrale)
(acteur, sauf mention contraire)
- 1924 : Blind Alleys d'Alice Fleming Sidman et Victoria Montgomery : Michael Osky
- 1925 : A Holy Terror de Winchell Smith (en) et George Abbott : Bill Chapman
- 1925 : Eva Bonheur (The Devil to Pay) d'Herman Heijermans, adaptation de Caroline Heijermans-Houwink et Lillian Saunders : Mijpel
- 1927-1928 : Four Walls de Dana Burnett et George Abbott, mise en scène de ce dernier : Herman
- 1928 : Ringside d'Edward Paramore Jr., Hyatt Daab et George Abbott, mise en scène de ce dernier : Joe
- 1932 : East of Broadway (auteur, conjointement avec T. Reginald Arkell)
- 1932-1933 : Twentieth Century (en) de Ben Hecht et Charles MacArthur, d'après la pièce Napoleon of Broadway de Charles Bruce Milholland, mise en scène de George Abbott : le photographe
- 1933 : The Drums Begin d'Howard Irving Young (en), mise en scène de George Abbott : Kammerich
- 1936 : American Holiday d'Edwin L. Barker et Albert Wineman Barker : Ike
- 1938 : Schoolhouse on the Lot de Joseph Fields et Jerome Chodorov : Sam

## Filmographie partielle

### Cinéma

#### 1929 – Années 1930
- 1929 : Le Procès de Mary Dugan (The Trial of Mary Dugan) de Bayard Veiller : le sténographe du tribunal
- 1931 : Le Lieutenant souriant (The Smiling Lieutenant) d'Ernst Lubitsch : l'officier à l'arrestation
- 1938 : L'Insoumise (Jezebel) de William Wyler : un client

#### Années 1940
- 1940 : Monsieur Wilson perd la tête (I Love You Again) de W. S. Van Dyke : Malavinsky
- 1940 : Charlie Chan au Musée de cire (Charlie Chan at the Wax Museum) de Lynn Shores (en) : Willie Fern
- 1940 : Two Girls on Broadway de S. Sylvan Simon : Harry
- 1940 : Correspondant 17 (Foreign Correspondent) d'Alfred Hitchcock : l'assassin
- 1940 : André Hardy va dans le monde (Andy Hardy Meets Debutante) de George B. Seitz : un serveur
- 1940 : Et l'amour vint... (He Stayed for Breakfast) d'Alexander Hall : le serveur timide
- 1941 : Le Châtiment (The Penalty) d'Harold S. Bucquet : un chauffeur de taxi
- 1941 : The Get-Away d'Edward Buzzell et Richard Rosson
- 1941 : They Dare Not Love de James Whale : un valet
- 1941 : Ici Londres (Paris Calling) d'Edwin L. Marin : un serveur français
- 1941 : Débuts à Broadway (Babes on Broadway) de Busby Berkeley : le compositeur de Reed
- 1942 : Le Mystère de Marie Roget (The Mystery of Marie Roget) de Phil Rosen : un employé de préfecture
- 1943 : Le Docteur de la mort (Calling Dr. Death) de Reginald Le Borg : le coroner
- 1943 : La Kermesse des gangsters (I Escaped from the Gestapo) d'Harold Young : Hart
- 1943 : Le Chant de Bernadette (The Song of Bernadette) d'Henry King : Jacques Rousseau
- 1944 : Ali Baba et les Quarante Voleurs (Ali Baba and the Forty Thieves) d'Arthur Lubin : le barbier
- 1944 : Une romance américaine (An American Romace) de King Vidor : le vendeur de chaussures
- 1944 : La Maison de Frankenstein (House of Frankenstein) d'Erle C. Kenton : un geôlier

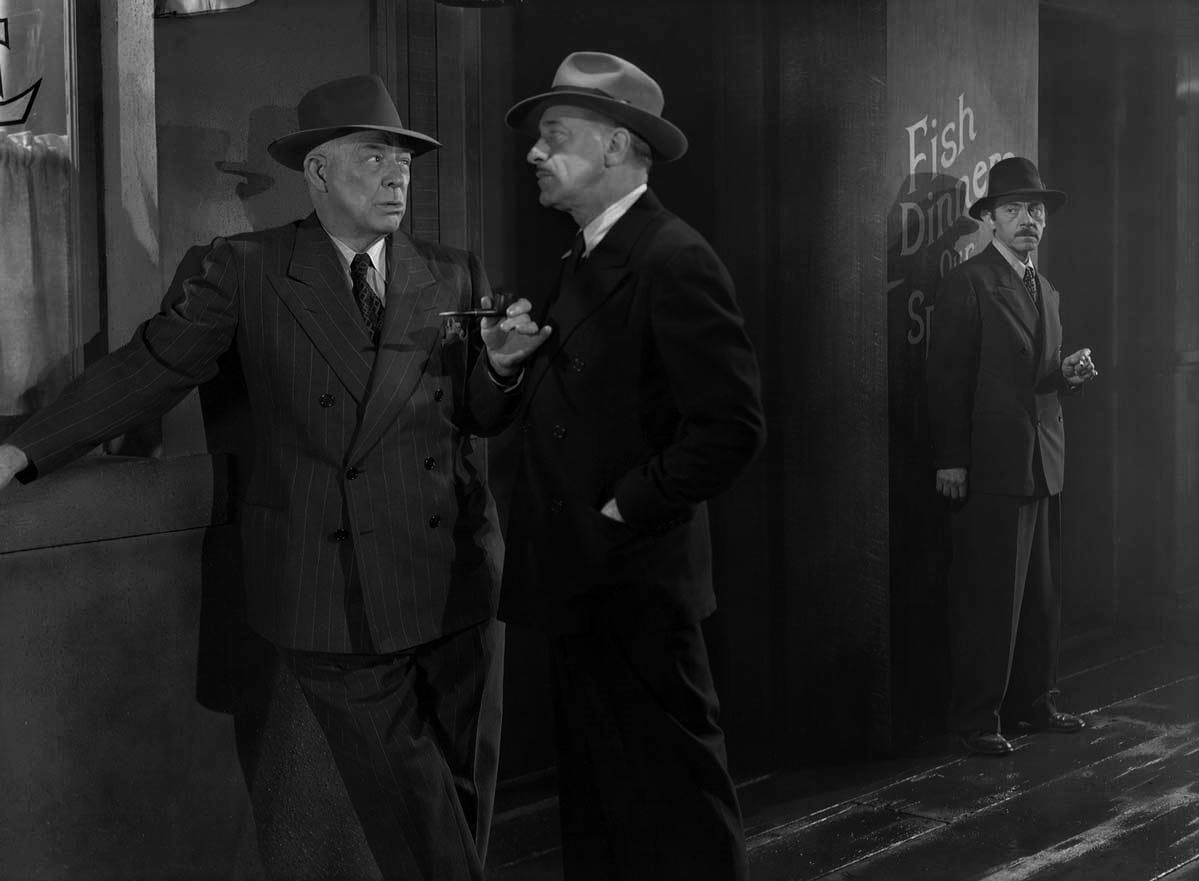
Robert Homans, Frank Mayo et Charles Wagenheim (de g. à d.), dans Charlie Chan sur la piste sanglante (1945)

- 1945 : La Chanson du souvenir (A Song to Remember) de Charles Vidor : un serveur
- 1945 : La Maison de la 92e Rue (The House on 92nd Street) d'Henry Hathaway : Gustav Hausmann
- 1945 : Les Amours de Salomé (Salome Where She Dances) de Charles Lamont : un télégraphiste
- 1945 : Dangereuse Association (Dangerous Partners) d'Edward L. Cahn : un client au comptoir du lunch
- 1945 : Capitaine Eddie (Captain Eddie) de Lloyd Bacon : un ouvrier
- 1945 : The Jungle Captive d'Harold Young : Fred
- 1945 : Échec au crime (Within These Walks) de H. Bruce Humberstone : Joseph Ciesak
- 1945 : Charlie Chan sur la piste sanglante (The Scarlet Clue) de Phil Rosen : Rausch
- 1946 : Tragique Rendez-vous (Whistle Stop) de Léonide Moguy : le shérif-adjoint
- 1946 : Colonel Effingham's Raid d'Irving Pichel : un participant à la réunion en ville
- 1946 : Deux Mains, la nuit (The Spiral Staircase) de Robert Siodmak : le réceptionniste
- 1946 : From This Day Forward de John Berry : Hoffman
- 1946 : Tanger (Tangier) de George Waggner : Hadji
- 1946 : House of Horrors de Jean Yarbrough : l'imprimeur Walter
- 1946 : The Hoodlum Saint de Norman Taurog : M. Cohn
- 1946 : L'Impasse tragique (The Dark Corner) d'Henry Hathaway : le véritable Fred Foss
- 1946 : The Brute Man de Jean Yarbrough : le prêteur sur gages
- 1947 : Désirs de bonheur (Time Out of Mind) de Robert Siodmak : Jim
- 1947 : L'As du cinéma (Merton of the Movies) de Robert Alton : un employé
- 1947 : Monsieur Verdoux (titre original) de Charlie Chaplin : M. Lavigne
- 1948 : Bagarre pour une blonde (Scudda Hoo! Scudda Hay!) de F. Hugh Herbert : le barbier Joe
- 1948 : Le Miracle des cloches (The Miracle of the Bells) d'Irving Pichel : M. Kummer
- 1948 : Le Barrage de Burlington (River Lady) de George Sherman : un homme
- 1948 : Bodyguard de Richard Fleischer : Dr Briller
- 1948 : La Proie (Cry of the City) de Robert Siodmak : un client au comptoir
- 1948 : Le Chevalier belle-épée (The Gallant Blade) d'Henry Levin : un homme
- 1948 : Jeanne d'Arc (Joan of Arc) de Victor Fleming : Calot
- 1949 : L'Atlantide (Siren of Atlantis) de Gregg Tallas : le docteur
- 1949 : Secret de femme (A Woman's Secret) de Nicholas Ray : le joueur de piano algérien
- 1949 : Pour toi j'ai tué (Criss Cross) de Robert Siodmak : un serveur
- 1949 : Nous avons gagné ce soir (The Set-Up) de Robert Wise : un vendeur de hamburgers
- 1949 : Passion fatale (The Great Sinner) de Robert Siodmak : un joueur
- 1949 : La Scène du crime (Scene of the Crime) de Roy Rowland : le témoin nerveux
- 1949 : Samson et Dalila (Samson and Delilah) de Cecil B. DeMille : un citoyen

#### Années 1950
- 1950 : La Clé sous la porte (Key to the City) de George Sidney : un ivrogne
- 1950 : La Dame sans passeport (A Lady Without Passport) de Joseph H. Lewis : Ramon Santez
- 1950 : Taxi, s'il vous plaît (The Yellow Cab Man) de Jack Donohue : un ivrogne
- 1950 : Une rousse obstinée (The Reformer and the Redhead) de Melvin Frank et Norman Panama : un employé du zoo
- 1950 : Le Mystère de la plage perdue (Mystery Street) de John Sturges : un bagagiste
- 1950 : Trois Petits Mots (Three Little Words) de Richard Thorpe : le serveur Johnny
- 1950 : Les Âmes nues (Dial 1119) de Gerald Mayer : un passant dans la rue
- 1951 : Vénus en uniforme (Three Guys Named Mike) de Charles Walters : un passager de l'avion
- 1951 : La Maison sur la colline (The House on Telegraph Hill) de Robert Wise : un témoin de l'accident
- 1951 : Un tramway nommé Désir (A Streetcar Named Desire) d'Elia Kazan : un passager
- 1951 : Le Grand Attentat (The Tall Target) d'Anthony Mann : un télégraphiste
- 1951 : Le Chevalier du stade (Jim Thorpe – All American) de Michael Curtiz : Briggs
- 1951 : La Grande Nuit (The Big Night) de Joseph Losey : un ivrogne
- 1952 : Aladdin et sa lampe (Aladdin and His Lamp) de Lew Landers : un vieil arabe
- 1952 : La Ville captive (The Captive City) de Robert Wise : un homme au téléphone
- 1952 : L'Homme à l'affût (The Sniper) d'Edward Dmytryk : M. Alpine
- 1952 : Prisonniers du marais (Lure of the Wilderness) de Jean Negulesco : un citoyen
- 1952 : The Story of Will Rogers de Michael Curtiz : Sam
- 1952 : Le Miracle de Fatima (The Miracle of Our Lady of Fatima) de John Brahm : un villageois
- 1952 : Something for the Birds de Robert Wise : un chauffeur de taxi
- 1953 : Salomé (Salome) de William Dieterle : Simon
- 1953 : Adorable Voisine (The Girl Next Door) de Richard Sale : le ferrailleur
- 1953 : Le Prince de Bagdad (The Vells of Bagdad) de George Sherman : l'espion bédoin
- 1953 : Le crime était signé (Vicki) d'Harry Horner : le patron du cinéma miteux
- 1953 : Tempête sous la mer (Beneath the 12-Mile Reef) de Robert D. Webb : Paul

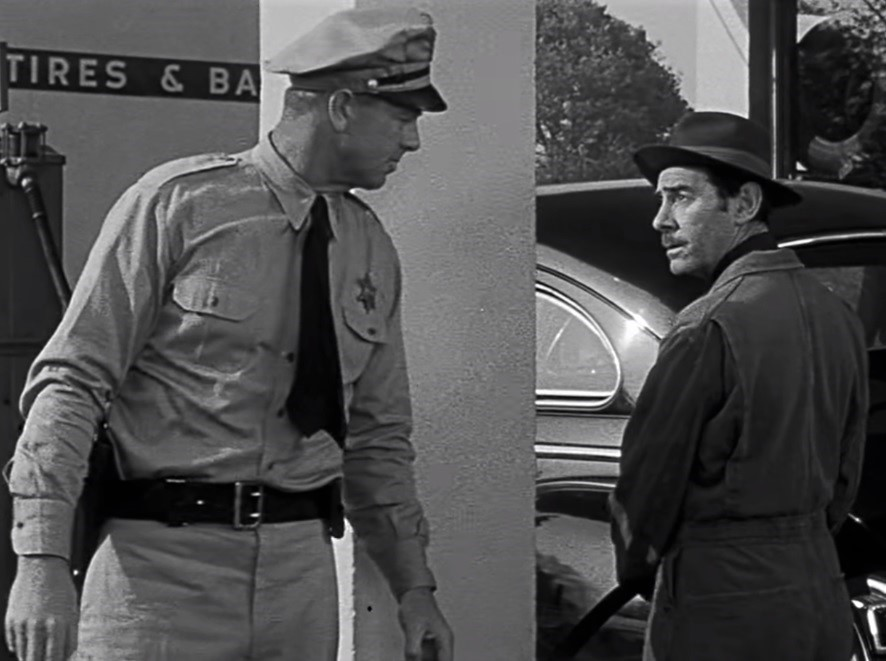
Avec Sterling Hayden (à g.), dans Je dois tuer (1954)

- 1954 : La Tour des ambitieux (Executive Suite) de Robert Wise : Luigi Cassoni
- 1954 : L'Homme des plaines (The Boy from Oklahoma) de Michael Curtiz : Hymie
- 1954 : La Princesse du Nil (Princess of the Nile) d'Harmon Jones : un ami de Babu
- 1954 : Le Signe du païen (Sign of the Pagan) de Douglas Sirk : un messager du palais
- 1954 : La Révolte des Cipayes (Bengal Brigade) de László Benedek : un chef de clan
- 1954 : Je dois tuer (Suddenly) de Lewis Allen : Iz Kaplan
- 1955 : Le Renard des océans (The Sea Chase) de John Farrow : un journaliste américain
- 1955 : L'Étranger au paradis (Kismet) de Vincente Minnelli et Stanley Donen : un mendiant
- 1955 : Le Fils prodigue (The Prodigal) de Richard Thorpe : Zubeir
- 1956 : Le tueur s'est évadé (The Killer Is Loose) de Budd Boetticher : le propriétaire de la boutique de vêtements
- 1957 : Cette nuit ou jamais (This Could Be the Night) de Robert Wise : le barman Mike
- 1958 : Cœurs brisés (Lonelyhearts) de Vincent J. Donehue : Joe
- 1958 : Le Père malgré lui (The Tunnel of Love) de Gene Kelly : l'employé de jour du motel
- 1959 : Le Journal d'Anne Frank (The Diary of Anne Frank) de George Stevens : un chapardeur

#### Années 1960
- 1960 : Procès de singe (Inherit the Wind) de Stanley Kramer : un employé d'hôtel
- 1960 : Les Hors-la-loi (One Foot in Hell) de James B. Clark : le banquier
- 1960 : L'Histoire de Ruth (The Story of Ruth) d'Henry Koster : le père de Ruth
- 1962 : Seuls sont les indomptés (Lonely Are the Brave) de David Miller : un forçat vagabond
- 1962 : La Belle et la Bête (Beauty and the Beast) d'Edward L. Cahn : Mario
- 1964 : Les Pas du tigre (A Tiger Walks) de Norman Tokar : le crieur de nouvelles
- 1965 : Cat Ballou d'Elliot Silverstein : James
- 1965 : Le Kid de Cincinnati (The Cincinnati Kid) de Norman Jewison : un vieil homme
- 1965 : Demain des hommes (Follow Me, Boys!) de Norman Tokar : l'huissier de la cour Charlie
- 1967 : Petit guide pour mari volage (A Guide for the Married Man) de Gene Kelly : un client du sauna
- 1968 : Dayton's Devils de Jack Shea : un pêcheur
- 1969 (sorti en 1982) : Qui tire le premier ? (A Time for Dying) de Budd Boetticher : Milton
- 1969 : Hail, Hero! de David Miller : le premier peintre
- 1969 : Hello, Dolly! de Gene Kelly : un conducteur de calèche

#### Années 1970
- 1970 : The Baby Maker de James Bridges : le propriétaire de la boutique de jouets
- 1975 : L'Odyssée du Hindenburg (The Hindenburg) de Robert Wise : un homme à Lakehurst
- 1975 : Le Gang des chaussons aux pommes (The Apple Dumpling Gang) de Norman Tokar : le vieux prospecteur
- 1976 : Missouri Breaks (The Missouri Breaks) d'Arthur Penn : Freighter

### Télévision

#### Séries
- 1953-1968 : Les Aventuriers du Far West (Death Valley Days)
  - Saison 1, épisode 13 The Bell of San Gabriel (1953) de Stuart E. McGowan : l'archevêque
  - Saison 16, épisode 18 Green Is the Color of Gold (1968) de Jack Hively : Cory Madison
- 1954-1956 : Schlitz Playhouse of Stars
  - Saison 3, épisode 43 The Man Who Escaped from Devil's Island (1954) de Jus Addiss : Jacques
  - Saison 4, épisode 35 The Unlighted Road (1955) de Jus Addiss : Roy Montana
  - Saison 5, épisode 12 The Baited Hook (1955) de Roy Kellino et épisode 37 Pattern for Pursuit (1956 : Charley Duckwater) de Lewis R. Foster
- 1956 : Les Aventures de Jim Bowie (en) (The Adventures of Jim Bowie), saison 1, épisode 9 Le Fantôme de Jean Battoo (The Ghost of Jean Battoo) de Lewis R. Foster : Pierre Jobert
- 1956-1957 : The Lone Ranger, saison 5, épisode 3 Le Faux Masque (The Counterfeit Mask, 1956 : Bob Hardy) d'Earl Bellamy et épisode 20 Le Point de rupture (Breaking Point, 1957 : Griff Peters) d'Earl Bellamy
- 1958 : Zorro, saison 1, épisode 32 La Croix des Andes (The Cross of the Andes) de Charles Lamont : Pasqual

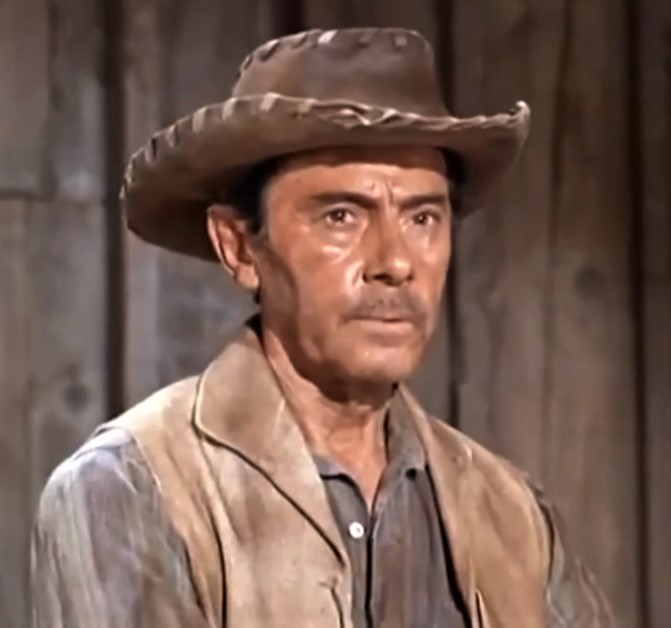
Dans la série Bonanza, épisode La Chasse aux loups (1960)

- 1959 : Alfred Hitchcock présente (Alfred Hitchcock Presents), saison 5, épisode 12 Speciality of the House de Robert Stevens : Henlein
- 1959-1962 : Les Incorruptibles (The Untouchables)
  - Saison 1, épisode 11 Jamais gagnant (You Can't Pick the Number, 1959) de Richard Whorf : un voisin
  - Saison 2, épisode 17 Un honnête homme (Augie « The Banker » Ciamino, 1961) de Stuart Rosenberg : un commerçant
  - Saison 3, épisode 24 L'Histoire de Ginnie Littlesmith (The Ginnie Littlesmith Story, 1962) de Stuart Rosenberg : un homme à la soupe populaire
- 1959-1972 : Bonanza
  - Saison 1, épisode 9 Monsieur Henri Comstock (Mr. Henry Comstock, 1959) de John Brahm : Pike
  - Saison 2, épisode 9 La Chasse aux loups (Breed of Violence, 1960) de John Florea : Trager
  - Saison 7, épisode 21 Le Code d'honneur (The Code, 1966) de William F. Claxton : Felger
  - Saison 14, épisode 5 L'Émeute (Riot, 1972) de Lewis Allen : Donovan
- 1960 : Bonne chance M. Lucky (Mr. Lucky), saison unique, épisode 6 The Brain Picker de Boris Sagal : Charley
- 1960 : Peter Gunn, saison 2, épisode 21 The Hunt (le clochard) de Jack Arnold et épisode 26 The Murder Clause (George Markle) de Boris Sagal
- 1961 : Échec et mat (Checkmate), saison 2, épisode 6 Juan Moreno's Body de Tom Gries : Okie
- 1963 : Le Virginien (The Virginian), saison 1, épisode 17 The Judgment d'Earl Bellamy : Piney
- 1964-1966 : Le Fugitif (The Fugitive)
  - Saison 1, épisode 17 Venez me voir mourir (Come Watch Me Die, 1964) de László Benedek : un membre du groupe de recherche
  - Saison 4, épisode 11 Au grand large (Right in the Middle of the Season, 1966) de Christian Nyby : un pêcheur
- 1965 : La Famille Addams (Addams Family), saison 1, épisode 23 La Chose a disparu (Thing Is Missing) de Sidney Lanfield : M. Boswell
- 1965-1967 : Match contre la vie (Run for Your Life)
  - Saison 1, épisode 10 Une longue poursuite (A Girl Named Sorrow, 1965) de Leslie H. Martinson : le clochard
  - Saison 2, épisode 25 Une petite injustice (A Very Small Injustice, 1967) de Nicholas Colasanto : le premier fermier
- 1965-1967 : La Grande Vallée (The Big Valley)
  - Saison 1, épisode 10 Toute la vérité (The Murdered Party, 1965 : un bagagiste) de Virgil W. Vogel et épisode 29 Le Tunnel (Tunnel of Gold, 1966 : un employé) de Virgil W. Vogel
  - Saison 2, épisode 30 Terrain miné (Cage of Eagles, 1967) de Virgil W. Vogel : un commerçant
- 1966-1967 : Les Mystères de l'Ouest (The Wild Wild West)
  - Saison 1, épisode 10 La Nuit des esprits de feu (The Night of the Flaming Ghost, 1966) de Lee H. Katzin : Shukie Summers
  - Saison 2, épisode 28 La Nuit des bandits (The Night of the Bogus Bandits, 1967) d'Irving J. Moore : Vance Rawlinson
- 1966-1975 : Gunsmoke ou Police des plaines (Gunsmoke ou Marshal Dillon), 29 épisodes : Ed Halligan (excepté un épisode : Parson Mueller)
- 1967 : Brigade criminelle (Felony Squad), saison 1, épisode 21 The Strangler de Lee H. Katzin : Mac
- 1967 : Cimarron, saison unique, épisode 5 Chasse à l'homme (The Hunted) d'Alvin Ganzer : le vieux prospecteur
- 1968 : Mannix, saison 1, épisode 19 Pour un collier (You Can Get Killed Out There) : Danny Boyle
- 1968 : La Nouvelle Équipe (The Mod Squad), saison 1, épisode 1 The Teeth of the Barracuda de Lee H. Katzin : le vieux nettoyeur de plage
- 1970 : Auto-patrouille (Adam-12), saison 3, épisode 10 Log 135: Arson de Christian Nyby : Bill Barlow
- 1970 : The Bold Ones: The Lawyers, saison 1, épisode 7 Point of Honor de Gene Levitt : l'employé d'hôtel
- 1970-1972 : Doris Day comédie (The Doris Day Show)
  - Saison 2, épisode 19 Buck's Portrait (1970) d'Earl Bellamy : Edgar
  - Saison 4, épisode 2 Mr. and Mrs. Raffles (1971 : Pop Genson) de Norman Tokar et épisode 19 Who's Got the Trenchcoat? (1972 : Milt Schnitzer)
  - Saison 5, épisode 8 Jimmy the Gent (1972) de Marc Daniels : M. Jenkins
- 1971 : Opération Danger (Alias Smith and Jones), saison 1, épisode 2 Quitte ou double (The McCreedy Bust) de Gene Levitt : le barman
- 1971 : L'Homme de fer (Ironside), saison 4, épisode 16 Bons baisers de Hruska (From Hruska, with Love) d'Alf Kjellin : l'employé de la station-service
- 1971 : Ah ! Quelle famille (The Smith Family), saison 2, épisode 1 The Anniversary d'Herschel Daugherty : M. Muller
- 1973 : Barnaby Jones, saison 1, épisode 4 The Murdering Class de Ralph Senensky : le jardinier du cimetière
- 1973 : Les Rues de San Francisco (The Streets of San Francisco), saison 1, épisode 26 La Légion des épaves (Legion of the Lost) de Robert Douglas : Skid Row Bum
- 1973 : Kojak, saison 1, épisode 5 Une fille à l'eau (Girl in the River) de William Hale : Hepplewhite
- 1974 : Le Magicien (The Magician), saison unique, épisode 18 The Illusion of the Deadly Conglomerate de David Moessinger : Johnny McVey
- 1974 : L'Homme qui valait trois milliards (The Six Million Dollar Man), saison 2, épisode 1 Alerte nucléaire (Nuclear Alert) de Jerry London : un fermier
- 1975-1977 : Baretta
  - Saison 1, épisode 6 Le Veuf (Ragtime Billy Peaches, 1975) de Bernard L. Kowalski : le vieil homme
  - Saison 3, épisode 6 Shoes (1976 : un employé), épisode 23 Guns and Brothers (1977 : Eddie) de Bernard L. Kowalski et épisode 24 Plagin' Police (1977 : Eddie) de Don Medford
  - Saison 4, épisode 8 Make the Sun Shine (1977) de Don Medford : Howell
- 1976 : Los Angeles, années 30 (City of Angels), saison unique, épisode 12 Le Disparu (The Bloodshot Eye) de Hy Averback : le fossoyeur
- 1978 : La Conquête de l'Ouest (How the West Was Won), saison 1, épisode 9 The Judge de Bernard et Vincent McEveety : un citoyen de Las Mesas

#### Téléfilms
- 1968 : To Die in Paris (en) de Charles S. Dubin et Allen Reisner : Trusty
- 1977 : Mad Bull (es) de Walter Doniger et Len Steckler (en) : le vieux mendiant